# سنار سفلی
سنار سفلی، روستایی است از توابع بخش مرزن‌آباد شهرستان چالوس در استان مازندران ایران.

## جمعیت
این روستا در دهستان بیرون‌بشم قرار دارد و براساس سرشماری مرکز آمار ایران در سال ۱۳۸۵، جمعیت آن ۱۹۵ نفر (۶۱خانوار) بوده‌است. مردم بومی سنار از قومیت طبری هستند. مردم بومی سنار به زبان طبری با گویش چالوسی سخن می‌گویند.